# Ping Hu
Ping Hu (chinesisch 平湖 ‚Flacher See‘) ist ein See auf Fisher Island vor der Ingrid-Christensen-Küste des ostantarktischen Prinzessin-Elisabeth-Lands. Er liegt westlich des Furong Hu.
Chinesische Wissenschaftler benannten ihn 1993 im Zuge von Vermessungs- und Kartierungsarbeiten.